# Policja w Niemczech

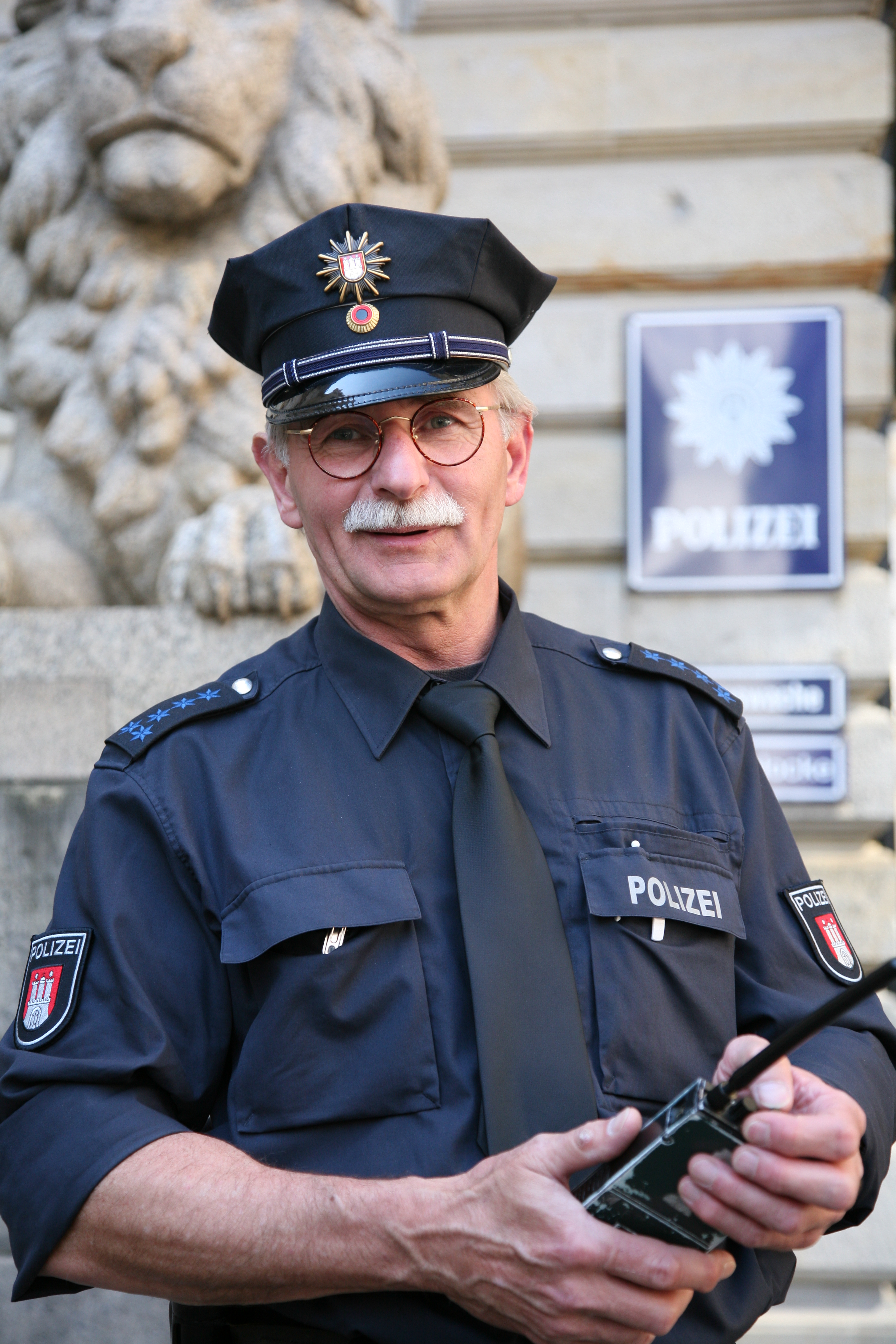
Policjant z Hamburga w nowym niebieskim mundurze

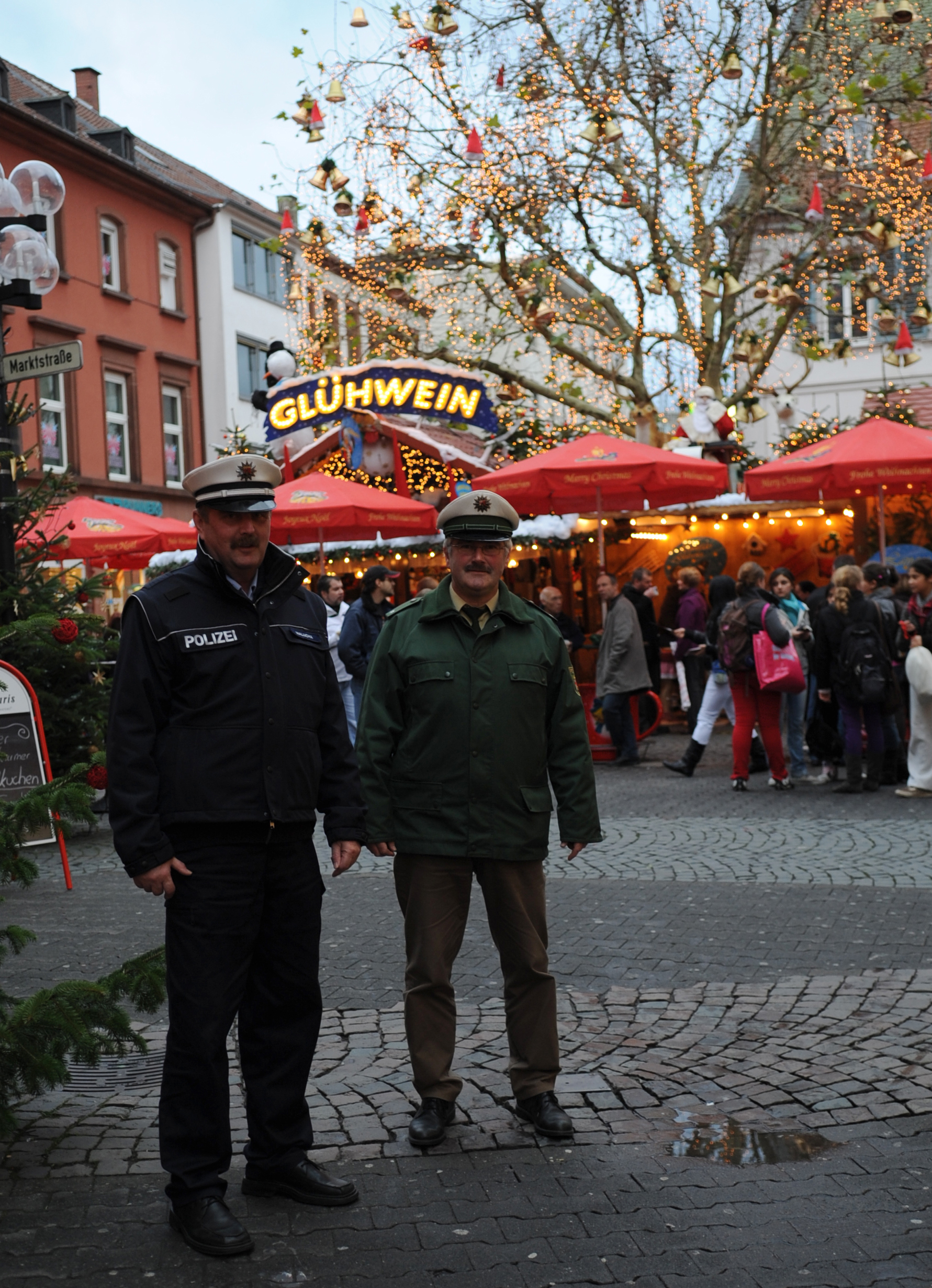
Umundurowani funkcjonariusze w Kaiserslautern

Policja w Niemczech (niem. Polizei) – umundurowane i uzbrojone formacje, których zadaniem jest zapewnienie bezpieczeństwa wewnętrznego w Niemczech. Nie posiadają scentralizowanej struktury. Członkowie policji niemieckiej są urzędnikami poszczególnych krajów związkowych.

## Charakter i zadania
Publiczne prawo policyjne jest prawem danego kraju związkowego i obowiązuje tylko na jego terytorium, np. w Hesji „Hessisches Gesetz über die Sicherheit und Ordnung” (HSOG). Działanie policji musi się mieścić w ramach prawa federalnego i kraju związkowego. Gwarantuje to zasada państwa prawa (niem. „Rechtsstaatsgebot”). Działanie policji nie może łamać prawa nadrzędności przepisów ustawowych („Vorrang des Gesetzes”) i nie musi mieć upoważnienia w prawie (niem. „Vorbehalt des Gesetzes” – pol. zastrzeżenie ustawy). Ogólnym upoważnieniem jest tak zwana „Generalklausel des Polizeirechts”, która istnieje w każdym landowym prawie policyjnym, np. § 11 HSOG w Hesji. Według tej klauzuli policja może podjąć każde działanie, które jest konieczne i efektywne, aby wstrzymać niebezpieczeństwo dla dobra prawnego (niem. „Gefahrenabwehr” – pol. „odparcie zagrożenia”). Adresatem działania policji może być każda osoba, która stworzyła niebezpieczeństwo (tzw. „Verhaltensstörer”), albo która jest właścicielem lub posiadaczem rzeczy, która stwarza niebezpieczeństwo („Zustandsstörer”) lub osoba trzecia („Nichtstörer”). Działania policji stanowiące decyzje administracyjne („Verwaltungsakt”, VA) lub czynności faktyczne („Realakt”) mogą być zaskarżone w sądzie administracyjnym (Verwaltungsgericht).
Zadaniami policji niemieckiej są:
- odparcie zagrożeń („Gefahrenabwehr”),
- ściganie karne („Strafverfolgung”).

## Struktura

### Funkcjonalna
- Schutzpolizei (dosł. policja ochronna) – przejmuje przede wszystkim zadania utrzymania bezpieczeństwa publicznego i porządku, ściganie karne oraz kontrola ruchu drogowego.

Do „Schutzpolizei” należy także: – Verkehrspolizei (policja drogowa),
– Autobahnpolizei (policja patrolująca autostrady),
- Bereitschaftspolizei (oddziały rezerwowe) – stanowi wsparcie w przypadkach nadzwyczajnych (klęski żywiołowe, mecze piłkarskie, koncerty, demonstracje), składa się z członków służby kandydackiej,
- Wasserschutzpolizei(inne języki) (policja wodna) – zapobiega przestępczości na akwenach, działa też w zakresie ochrony środowiska,
- Kriminalpolizei (policja kryminalna) – prewencja i ściganie przestępstw (zbrodni i wykroczeń).

Do „Kriminalpolizei” należy także:
- Sondereinsatzkommando, SEK (oddziały antyterrorystyczne).

### Terytorialna

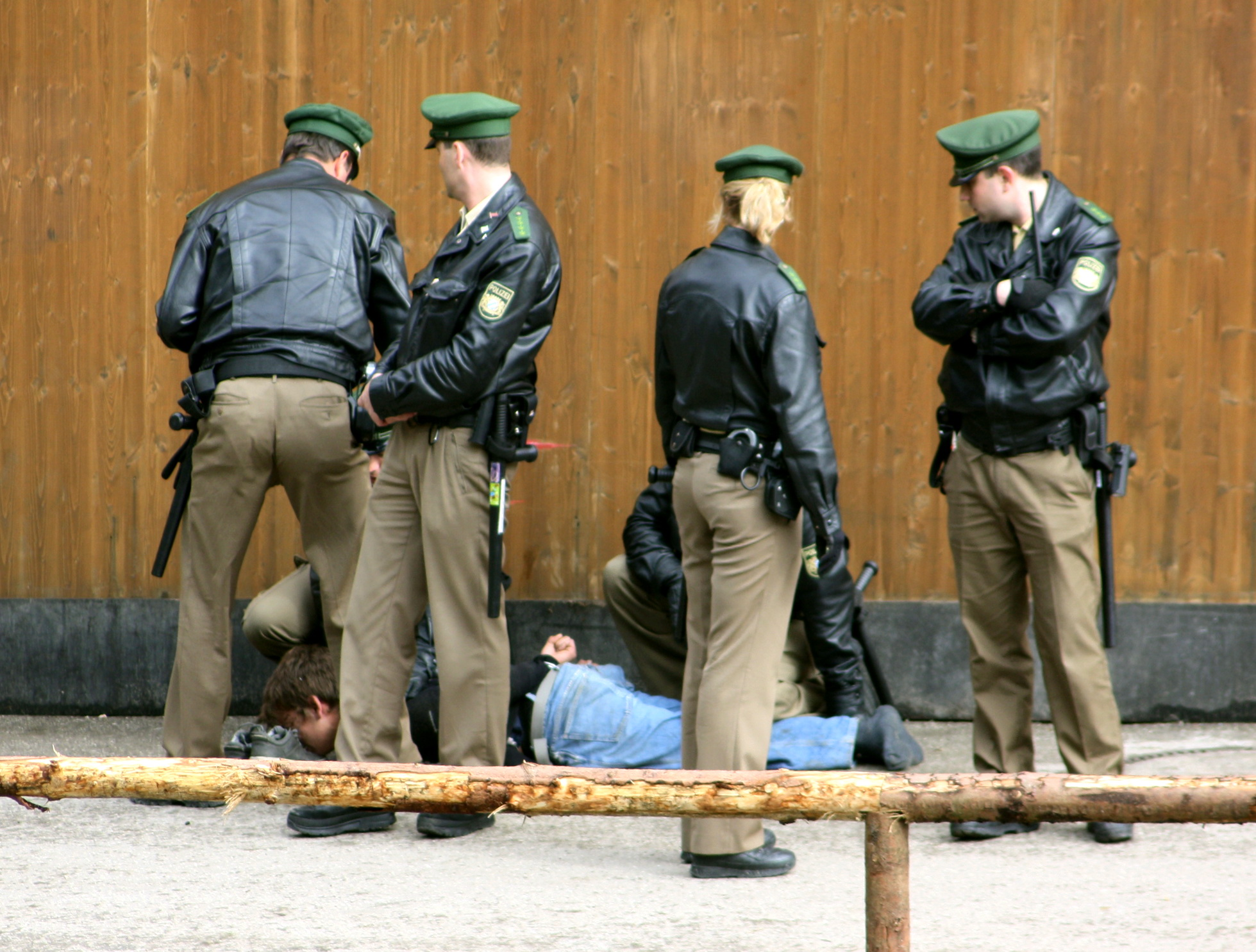
Bawarscy policjanci w 2010 r.

W każdym kraju związkowym działa policja, tzw. „Landespolizei” (policja krajowa). W myśl art. 30 niemieckiej Konstytucji policja pozostaje w gestii krajów związkowych. Organizacja, zadania i uprawnienia są w pierwszym rzędzie uregulowane w ustawach o policji (niem. „Polizeigesetze”). W sposób widoczny policjanci poszczególnych policji krajowych są rozpoznawalni przez oznaki na ramionach mundurów, na których widnieją godła landów.

## Inne służby policyjne
Równolegle do 16 policji krajowych (Landespolizei) w Niemczech istnieją również 3 inne służby policyjne w zakresie federalnym (ogólnopaństwowym). Wykonują one szczegółowe zadania w zakresie bezpieczeństwa:
- Bundespolizei (Policja Federalna) – powstała w wyniku przemianowania Bundesgrenzschutz (Federalnej Służby Granicznej).
- Bayerische Grenzpolizei(inne języki) – bawarska policja graniczna przywrócona w 2018 r.
- Bundeskriminalamt (Federalny Urząd Kryminalny) – działający przy niemieckim MSW urząd informacyjny działający pomiędzy poszczególnymi policjami oraz zapewniający kontakt z międzynarodowymi służbami policyjnymi w zakresie zwalczania przestępczości. Urząd dysponuje placówkami w Wiesbaden (siedziba główna), Berlinie, Bonn i Meckenheim.
- Polizei beim Deutschen Bundestag(inne języki) (Polizei DBT; Policja przy Bundestagu) – wykonująca zadania w parlamencie niemieckim, podlega bezpośrednio prezydentowi Bundestagu. Liczy 170 funkcjonariuszy.

## Umundurowanie
Przez wiele lat kolorem mundurów policji niemieckiej (jak również pojazdów) był kolor zielony. Od 2004 nastąpiła zmiana i postępowo obowiązującą barwą mundurów jest stalowo-niebieski.

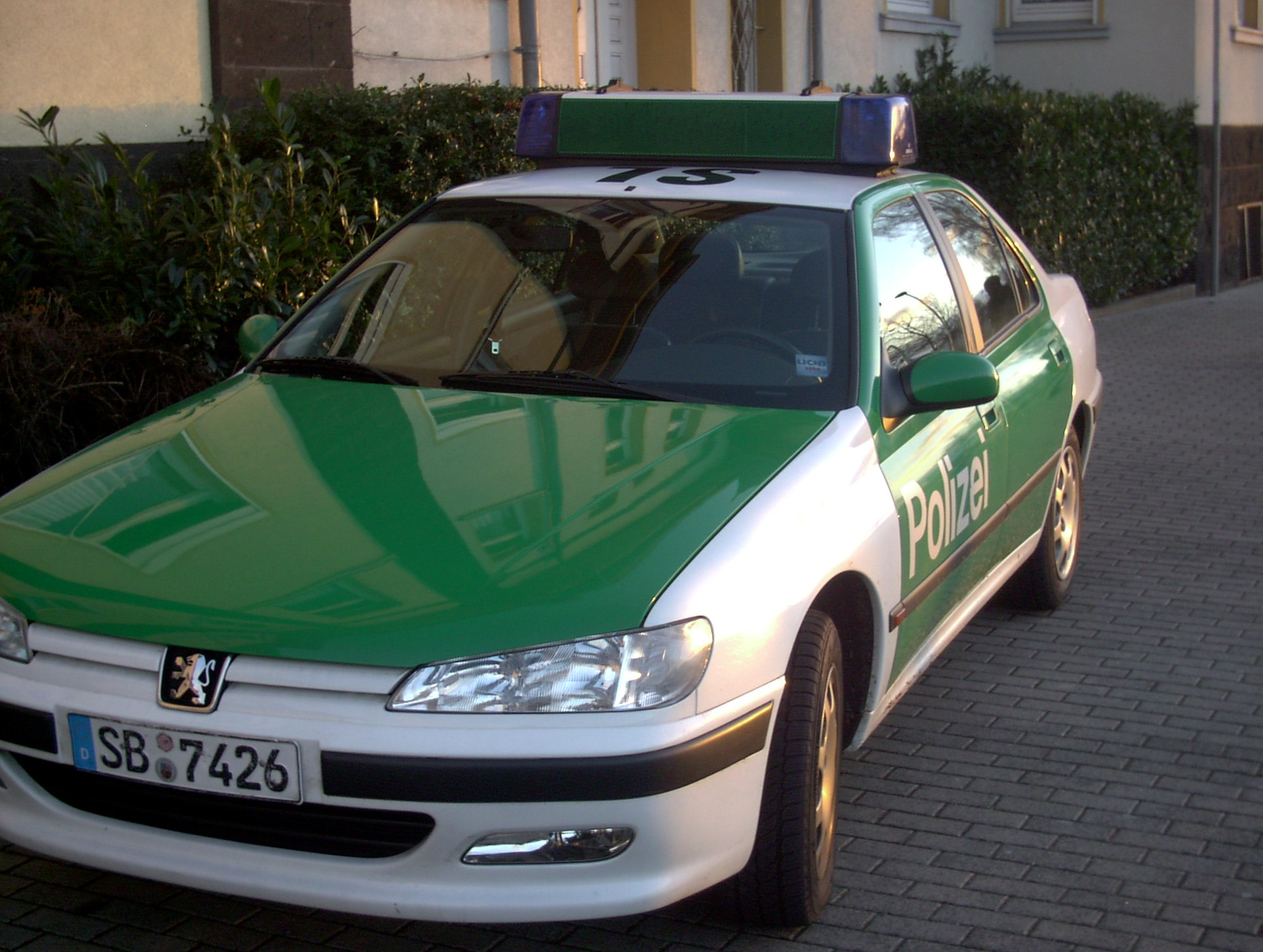
Stary biało-zielony samochód w landzie Saara

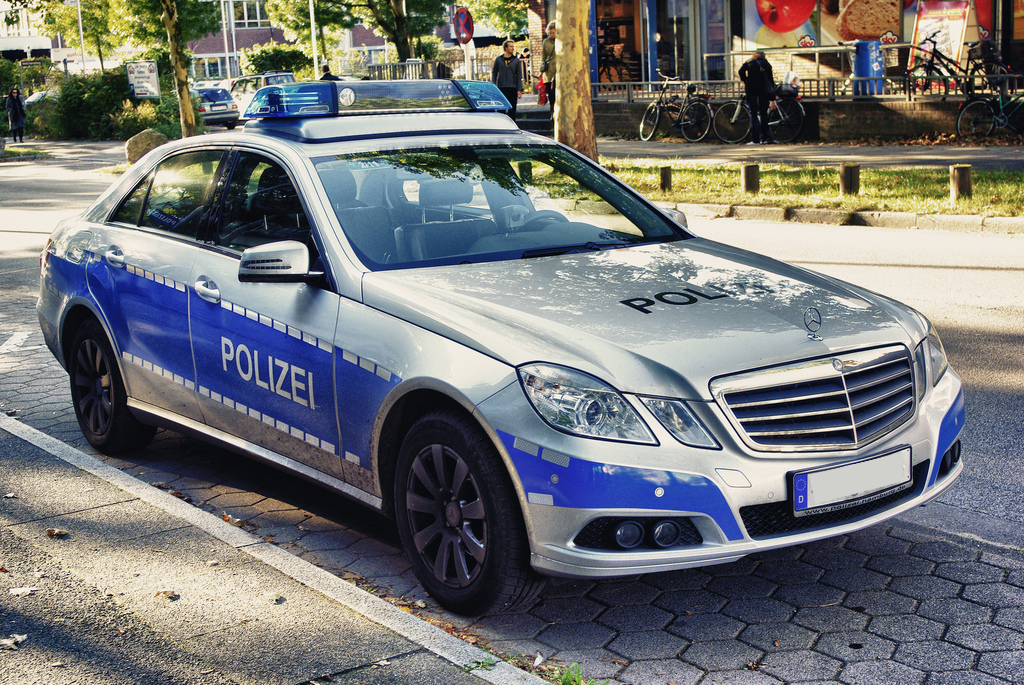
Nowy srebrno-niebieski samochód w Hamburgu

## Stopnie policji

### Mittlerer Dienst
- Polizeimeister-Anwärter (PMAnw), w Bawarii po pierwszym roku służby: Polizeioberwachtmeister (POW)
- Polizeihauptwachtmeister (PHW)
- Polizeimeister (PM)
- Polizeiobermeister (POM)
- Polizeihauptmeister (PHM)

### Gehobener Dienst
- Polizeikommissaranwärter (PKA)
- Polizeikommissar (PK)
- Polizeioberkommissar (POK)
- Polizeihauptkommissar (PHK)
- Erster Polizeihauptkommissar (EPHK)

### Höherer Dienst
- Polizeirat (PR)
- Polizeioberrat (POR)
- Polizeidirektor (PD)
- Leitender Polizeidirektor LPD/Ltd. (PD)
- Polizeivizepräsident (PVP)
- Polizeipräsident (PP)
- Landespolizeipräsident (LPP)